# Pero Guillén de Segovia
Pedro o Pero Guillén de Segovia (Sevilla, 1413 - Segovia, c. 1474) fue un poeta y escritor del Prerrenacimiento español, perteneciente a la lírica cancioneril castellana del siglo XV.

## Biografía
Estuvo en la corte de Juan II y probablemente fue de origen judeoconverso; no sabemos cómo le afectaron los pogromos de 1449, pero tomó partido por el valido, el condestable don Álvaro de Luna, para quien trabajó como arrendador o quizá en algún cargo de la contaduría real, por lo que cayó en desgracia junto a él en 1453; después se vinculó a la familia conversa segoviana de los Arias hasta que el arzobispo de Toledo, Alfonso Carrillo, le permitió entrar en 1463 en su casa-palacio como contador ("contable" diríamos hoy); eso es lo que se deduce del «Dezir que fizo Pero Guyllén, dyrygido o difirydo al señor arcobispo de Toledo sobre la cayda de su estado del dicho Pero Guyllén», una de las dos suplicaçiones que le envió en busca de trabajo. Era un hombre culto, probablemente un letrado humanista, ya que muestra una sorprendente familiaridad con las obras y autores grecolatinos y padres de la Iglesia que nombra y cita (además con exactitud), frente a poetas anteriores como Baena o Villasandino que se limitan a insertar largas ristras de autores o personajes de la Antigüedad de los que solo conocen el nombre: 
Los autores a quien alude más frecuentemente son Séneca (De Providentia, De Clementia, De Vita Beata, Epistuiae ad Lucilium, Libro de las cuatro virtudes, Tratado de las artes liberales, etc.), Aristóteles (Ética, Económica, etc.) y Boecio (De Consolatione Phiiosophiae); conoce las obras de Salustio (Bellum Catilinarium), Vegecio (Epitome Rei Militaris), Cicerón, Terencio, Lucano, Homero, Platón y Jenofonte. También alude varias veces a la Biblia, y a los escritores cristianos San Agustín (De civitate Dei), San Isidoro de Sevilla (Synonymorum Libri), San Gregorio y San Ambrosio. En el prólogo de La Gaya vuelve a aludir a varios de estos autores, sobre todo a Lucano, y parafrasea a Virgilio, a Valerio Máximo y Quinto Curcio Rufo (Historia Alexandri Magni). En la mayoría de estos casos es evidente que Pedro Guillen conoce muy bien los textos a que se refiere. Aun a los autores de menor renombre (Vegecio y Quinto Curcio, por ejemplo) los cita con precisión y exactitud. Entre todos estos autores, parece que los preferidos de Guillén son los hispano-romanos, Séneca y Lucano.
En Toledo Guillén se relacionó con grandes caballeros y hombres tan rectos como el corregidor y poeta, tío de Jorge, Gómez Manrique, a cuyo círculo es muy posible que perteneciera. Su filosofía pregona la necesidad de una monarquía fuerte que aúne honradez, religión y política, y desde luego sus sentimientos cristianos son puros y auténticos, por lo que cabe ver en sus Salmos penitenciales. En los prólogos de sus obras asoman el estoicismo senequista y las Epístolas de San Pablo y en otras aparece Boecio, justificando que el sufrimiento de los pobres es vereda de salvación y que nada queda sin premio ni castigo al final; pero con un buen juicio algo judaico, exclama disconforme Guillén, confesando su debilidad: «Tu loas pobreza, la qual yo denuesto». Hay motivos biográficos en ello, ya que, aunque Guillén fue tenido que vivir diez años copiando "escryturas agenas" y la malvada Fortuna, "non contenta de aquesto, por me más apremyar quytome la mayor parte de la vista, de quisa que ya, por defeto de aquella, non fago mi obra como devía". Según Mario Méndez Bejarano, el interés de la poesía guilleniana estriba en tres circunstancias: la gallardía de sus versos originales, el hecho de haber compuesto el primer diccionario de rimas de la lengua castellana y haber sido también el primero en traducir parcialmente los Salmos. Los temas que cultiva son variados: amorosos, político-morales, filosóficos y satíricos. Escribió un Decir sobre la muerte de don Álvaro de Luna, uno de los pocos que tuvo la valentía de defender al otrora poderoso valido después de su ejecución, hasta el punto de condenar, aunque veladamente, al mismo monarca:
Pues el siervo es obligado
al señor con obidencia,
si en algo fue culpado
non niego la consecuencia.
La llegada del nuevo rey Enrique IV supuso para él una gran y mesiánica esperanza, pues le recordaba más a su abuelo que a su padre:
Por ende roguemos la faz por el suelo
a Dios que lo dexe vevir e reinar
pues qu'en todo quiere seguir e obrar
las santas virtudes del rey, sü abuelo
Sin embargo el arzobispo Carrillo a quien servía se rebeló en la segunda parte de su reinado contra Enrique IV y apoyó su deposición en favor del príncipe Alfonso "el Inocente", en lo que Pero Guillén de Segovia, que siempre había sido ansioso de paz, lo siguió algo desconcertado; sus sentimientos eran honestos y piadosos, su religiosidad, bastante influida por la devotio moderna. Por otra parte, por Hernando del Pulgar sabemos que el arzobispo era muy aficionado a la astrología y la alquimia, y es cierto que las obras dedicadas a él por Guillén de Segovia abundan en ese tipo de alusiones. 
Otras obras son un Decir sobre el amor; el Discurso sobre los doce stados del mundo, una continuación de las Coplas contra los pecados mortales que Juan de  Mena dejó inacabadas en 1456 (también quiso continuarlas Diego Gómez Manrique) y una traducción de Los siete salmos penitenciales trovados. En cuanto al diccionario de rimas, lleva el título de La Gaya de Segovia o Silva copiosísima de consonantes para alivio de trovadores, está fechado en 1474 y atesora un crecido número de consonancias hábilmente dispuestas, tomando como modelo de su obra el Libro de consonancias de Jaume March y el Torcimany de Luis de Averçó. Tal como ha llegado a nosotros, se compone de un "Prohemio" incompleto y el citado "Rimario"; entre estos debía haber un tratado teórico que no ha llegado a nuestra época.

## Obras
- La gaya ciencia, ed. de José María Casas Homs, Madrid: CSIC, 1962, 2 vols.
- Obra Poética ed. de Carlos Moreno Hernández. Madrid: FUE, 1989.